# Monika Pitucha
Monika Edyta Pitucha (ur. 4 maja 1970) – polska chemiczka, farmaceutka.

## Życiorys
Monika Pitucha w 1994 ukończyła studia chemiczne na Wydziale Chemii Uniwersytet Marii Curie-Skłodowskiej w Lublinie. W 2001 otrzymała na Akademii Medycznej w Lublinie stopień doktora nauk farmaceutycznych, dyscyplina farmacja, specjalność chemia organiczna, na podstawie napisanej pod kierunkiem Marii Dobosz dysertacji Reakcje cyklizacji pochodnych semikarbazydowych z układem 1,2,4,-triazolu. W 2012 habilitowała się na Uniwersytecie Medycznym w Lublinie w dyscyplinie nauk farmaceutycznych, specjalność chemia leków, przedstawiwszy dzieło Synteza i ocena aktywność biologicznej pochodnych semikarbazydu, triazolinonu i pirazolinonu. W 2023 otrzymała tytuł profesora nauk medycznych i nauk o zdrowiu w dyscyplinie nauki farmaceutyczne.
Od 1994 zawodowo związana z Katedrą i Zakładem Chemii Organicznej Wydziału Farmaceutycznego Uniwersytetu Medycznego w Lublinie.
W 2014 „za zasługi w działalności na rzecz rozwoju medycyny” została odznaczona Brązowym Krzyżem Zasługi.